# 沃威克 (紐約州村)
沃威克（英語：Warwick）是位於美國紐約州奧蘭治縣的村。

## 人口
根據2020年美國人口普查的數據，沃威克的面積為6.29平方千米，當中陸地面積為6.28平方千米，而水域面積為0.01平方千米。當地共有人口6652人，而人口密度為每平方千米1,058人。